# Аврије (Савоја)
Аврије (фр. Avrieux) насеље је и општина у источној Француској у региону Рона-Алпи, у департману Савоја која припада префектури Сен Жан де Морјен.
По подацима из 2011. године у општини је живело 425 становника, а густина насељености је износила 11,23 становника/km². Општина се простире на површини од 37,85 km². Налази се на средњој надморској висини од 1098 метара (максималној 3.506 m, а минималној 1.094 m).

## Демографија
| 1962. | 1968. | 1975. | 1982. | 1990. | 1999. | 2011. |
| ----- | ----- | ----- | ----- | ----- | ----- | ----- |
| 261   | 387   | 267   | 285   | 310   | 340   | 425   |

График промене броја становника у току последњих година